# Wijken en buurten in Vlieland
De Nederlandse gemeente Vlieland is voor statistische doeleinden onderverdeeld in een wijk met buurten. De gemeente bestaat uit één statistische wijk:
- Wijk 00 (CBS-wijkcode:009600)

Een statistische wijk kan bestaan uit meerdere buurten. Onderstaande tabel geeft de buurtindeling met kentallen volgens het Centraal Bureau voor de Statistiek (2008):
| CBS-buurtcode | Buurtnaam                  | Inwonertal | Opp. totaal (ha) | Opp. land (ha) | Ligging                |
| ------------- | -------------------------- | ---------- | ---------------- | -------------- | ---------------------- |
| BU00960000    | Oost-Vlieland              | 1080       | 84               | 81             | Locatie in de gemeente |
| BU00960009    | Verspreide huizen Vlieland | 40         | 3597             | 3536           | Locatie in de gemeente |

## Trivia
- Buurt 09 heeft 40 inwoners op een oppervlakte van 35,97 km². Dit geeft een bevolkingsdichtheid van 1,12 inw/km², een voor Nederland ongekend lage dichtheid.